# Luigi De Persiis
Luigi De Persiis (Alatri, 9 maggio 1835 – Assisi, 31 ottobre 1904) è stato uno storico, vescovo cattolico e agiografo italiano.

## Biografia
Figlio di Arduino, farmacista, e di Lucia Colazingari, terminati gli studi nel Seminario della città natale, si reca a Roma come alunno del Seminario Pio, dove viene ordinato sacerdote. Tornato ad Alatri, insegna Sacre Scritture presso il Seminario, ricevendo poi la nomina di canonico teologo nonché quella di archivista della Cattedrale.
Papa Leone XIII gli assegna nel 1896 il vescovado di Assisi. Come storico e agiografo ebbe la capacità di movimentare, pur senza scandalizzare, la cultura religiosa dell'Italia centrale.
Tra le sue opere principali sono note: La Badia o Trappa di Casamari nel suo doppio aspetto monumentale e storico (1878); Memorie del pontificato di San Sisto I Papa e Martire, della traslazione delle sue reliquie da Roma in Alatri e del culto che vi ricevettero dal secolo XII sino ai giorni nostri (1884); Tecchiena e il suo statuto (1895);
"Pio IX in Alatri"; "Lo stemma di Alatri"; " I confini del territorio comunale di Alatri".

## Genealogia episcopale
La genealogia episcopale è:
- Cardinale Scipione Rebiba
- Cardinale Giulio Antonio Santori
- Cardinale Girolamo Bernerio, O.P.
- Arcivescovo Galeazzo Sanvitale
- Cardinale Ludovico Ludovisi
- Cardinale Luigi Caetani
- Cardinale Ulderico Carpegna
- Cardinale Paluzzo Paluzzi Altieri degli Albertoni
- Papa Benedetto XIII
- Papa Benedetto XIV
- Papa Clemente XIII
- Cardinale Marcantonio Colonna
- Cardinale Giacinto Sigismondo Gerdil, B.
- Cardinale Giulio Maria della Somaglia
- Cardinale Carlo Odescalchi, S.I.
- Cardinale Costantino Patrizi Naro
- Cardinale Lucido Maria Parocchi
- Vescovo Luigi De Persiis